# 大善寺 (京都市)
大善寺（だいぜんじ）は、京都市伏見区にある浄土宗の寺院。山号は法雲山。本尊は阿弥陀如来。別称は六地蔵。

## 歴史
当寺は慶雲2年（705年）に定恵によって創建されたと伝えられている。その後、平安時代前期に円珍が入り天台宗に改宗されたという。
仁寿2年（852年）に一度亡くなって冥途に行ったが、地蔵菩薩を拝して蘇生したという小野篁によって、一本の桜から6体の地蔵菩薩像が制作されると、その6体の地蔵菩薩像は当寺に安置されることとなった。だが、保元年間（1156年 - 1159年）に後白河天皇の勅命により平清盛が西光法師に命じて都に通じる主要街道の入口に6体のうち5体を分けて祀ったため、当寺には1体しか残らなかった。
その後、これら6体の地蔵を巡拝する六地蔵巡りの風習が生れている。また、当寺はそれら6体の地蔵像がもともと纏めて祀られていたこともあって、別称として六地蔵と呼ばれるようになった。
永禄年間（1558年 - 1570年）に浄土宗に改宗されている。
当寺の周辺は六地蔵村西町と呼ばれたが、1889年（明治22年）の町村制の施行により寺のある山科川以西は紀伊郡堀内村大字六地蔵となった。さらに1931年（昭和6年）に京都市に編入された際に六地蔵の名は消滅した。一方の山科川以東は宇治郡宇治村の一部となり現在の京都府宇治市六地蔵の地名の由来となっている。

## 境内
- 本堂 - 宝永年間（1704年 - 1711年）に山科の勧修寺の宸殿を移築したもの[2]。
- 庫裏
- 庭園
- 観音堂
- 六地蔵堂（六角堂）
- 鐘楼 - 徳川秀忠の娘で後水尾天皇の中宮である東福門院が子（後の明正天皇）の安産祈願成就の礼として寛文5年（1665年）に寄進したもの。天井には極彩色の天井画が描かれている[2]。
- 東門
- 山門

## 文化財

### 重要文化財
- 木造地蔵菩薩立像 - 平安時代。六地蔵のうちの一つ。

## 前後の札所
京都十三仏霊場
4 相国寺塔頭大光明寺　-　5 大善寺　-　6 泉涌寺
京都六地蔵

## 所在地
- 京都府京都市伏見区桃山町西町24

## アクセス
- JR奈良線 六地蔵駅 (JR西日本・京都市営地下鉄)より徒歩約12分。
- 京都市営地下鉄東西線 六地蔵駅より徒歩約10分。
- 京阪電鉄宇治線 六地蔵駅より徒歩約10分。